# Князівська оранжерея
Князівська оранжерея — одна з найстаріших будівель міста Рівне, розміщується на вулиці Драгоманова, 17; пам'ятка архітектури. Приблизний вік будівлі — 200 років.
Пам'ятка взята на державний облік та під державну охорону розпорядженням Рівненського облвиконкому № 325-р від 20.10.1987 р.

## Історична довідка
Точна дата зведення будівлі невідома. Можливим розпорядником будівництва колишньої оранжереї був Юрій Любомирський або його внук Юзеф, який завершив оздоблення палацу Несвицьких у 1815 році і разом спорудив оранжерею. За версією польського історика Стецького, оранжерею було збудовано для вирощування рідкісних квітів та рослин архітектором-садівником Жаном-Якубом Бургіньйоном. Про її існування свідчить детальний план 1797 року, який створив для рівненської резиденції архітектор Бургіньйон.
Про те, що це була оранжерея свідчив ампірний стиль архітектури, притаманний для 18 століття. Крім цього, бічний фасад, мав напівкруглий портик з колонами іонічного стилю. Протягом 1836—1839 рр. оранжерея була перебудована під будинок для викладачів гімназії.
Перебудову оранжереї було здійснено, одночасно з будівництвом гімназії в Рівному, тим же архітектором — Бургіньойном, за угодою рівненського князя Фредерика Любомирського з Київським імператорським університетом Святого Володимира від 25 листопада 1835 року — відкриття гімназії потребувало допоміжних житлових приміщень.

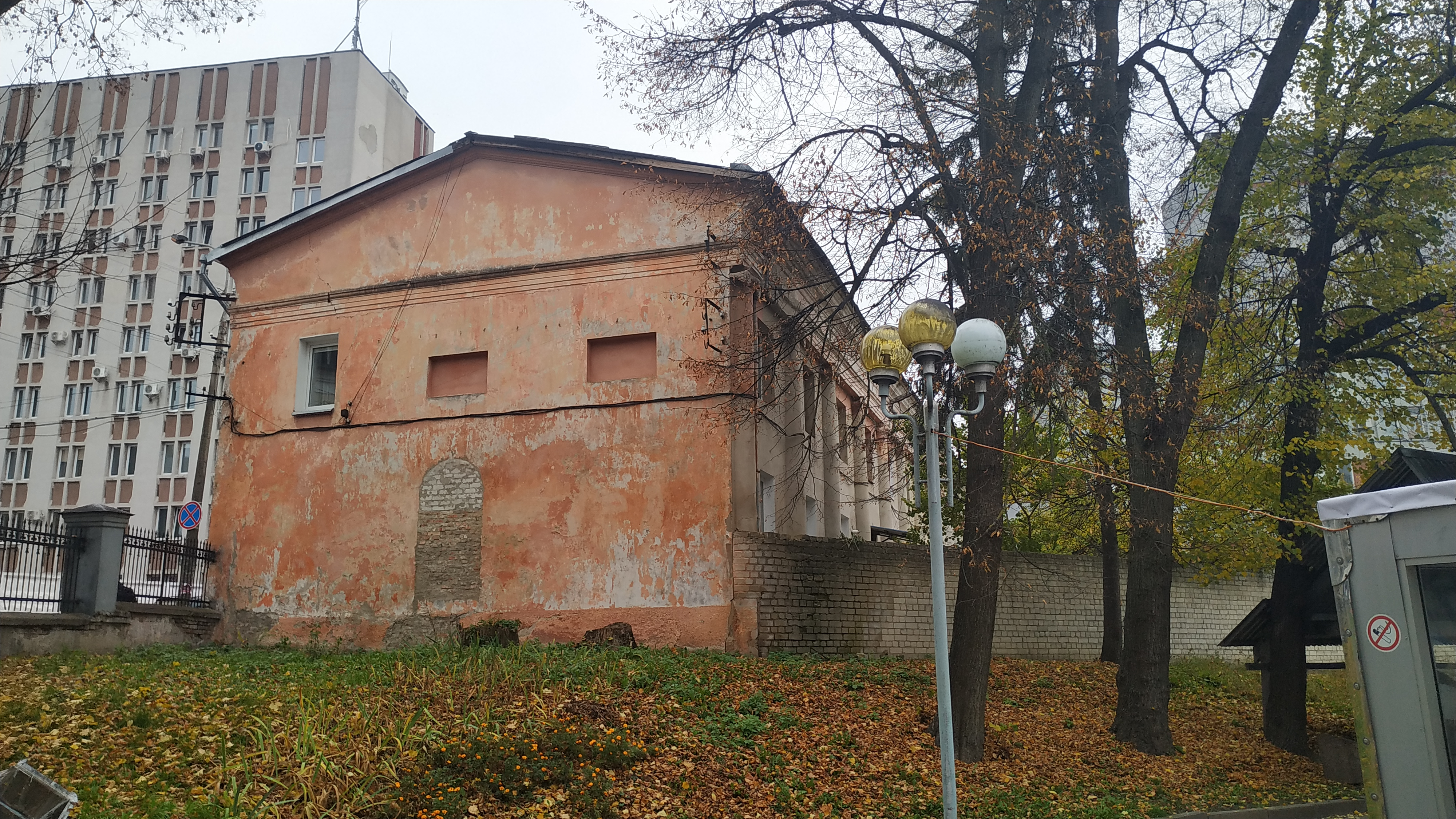
Будинок колишньої оранжереї. м. Рівне

В описі Рівного, складеному священиком Сендульським, у 1880 році у другій половині XIX століття, в приміщенні колишньої оранжереї, розміщувалося приходське двокласне училище — так зване фундушне (фундушове).
У XIX столітті тут перебували: український композитор Микола Лисенко, історик, археолог та етнограф Микола Біляшівський, вчений, фольклорист, історик Михайло Драгоманов, громадський діяч, історик і публіцист, викладач Рівненської гімназії Микола Костомаров. У 1988 та 1991 роках на фасаді будинку було встановлено меморіальні дошки на честь цих людей.
Микола Лисенко, їдучи на навчання до Лейпцизької консерваторії, зупинявся в Рівному, у свого знайомого Олексія Васильовича Петрова — викладача математики Рівненської гімназії, який проживав у будинку для вчителів. Біляшівський, перебуваючи у експедиціях по Волині, зупинявся у цьому будинку протягом 1896—1916 років.

## Опис меморіальних дощок

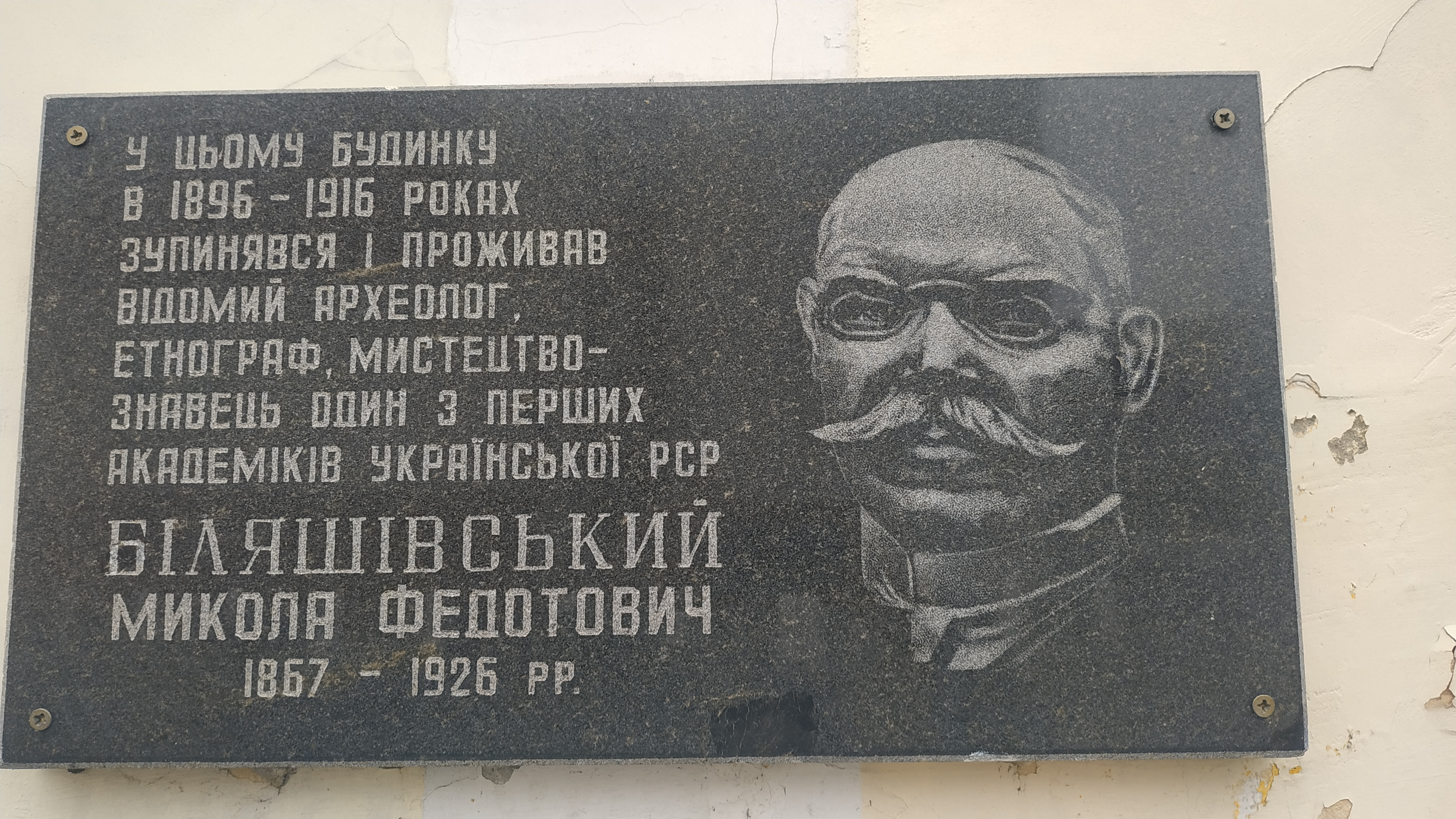
Мем.дошка Біляшівському М. Ф.

Пам'ятна дошка Біляшівському, гранітна, на ній напис:
```
                        У ЦЬОМУ БУДИНКУ
                        В 1896-1916 РОКАХ
                        ЗУПИНЯВСЯ І ПРОЖИВАВ
                        ВІДОМИЙ АРХЕОЛОГ,
                        ЕТНОГРАФ, МИСТЕЦТВО-
                        ЗНАВЕЦЬ, ОДИН З ПЕРШИХ
                        АКАДЕМІКІВ УКРАЇНСЬКОЇ РСР
                        БІЛЯШІВСЬКИЙ МИКОЛА ФЕДОТОВИЧ
                        1967-1926 рр. 
```

Розміри плити 0,71 х 0,36;см.
Пам'ятна дошка М. Лисенку також виготовлена із граніту, розміром: 0,70 х 0,40 см. На дошці висічено обличчя композитора та текст:
```
                                                         У ЦЬОМУ БУДИНКУ 
                                                         У ВЕРЕСНІ 1867 Р. ЗУПИНЯВСЯ
                                                         УКРАЇНСЬКИЙ КОМПОЗИТОР,
                                                         ОСНОВОПОЛОЖНИК УКРАЇНСЬКОЇ 
                                                         КЛАСИЧНОЇ МУЗИКИ
                                                         МИКОЛА ВІТАЛІЙОВИЧ ЛИСЕНКО
```

У жовтні 1991 р., на фасаді будинку, встановлено меморіальну дошку Драгоманову М. П. Виготовлена з граніту розміри: 0,60 х 0,50 см. На ній висічено стилізоване зображення гранітної книги, лаврової гілки та пам'ятний напис:
```
                                                        У ЦЬОМУ БУДИНКУ
                                                        НЕОДНОРАЗОВО ЗУПИНЯВСЯ
                                                        ВИДАТНИЙ УКРАЇНСЬКИЙ ПИСЬМЕННИК
                                                        ІСТОРИК, ФОЛЬКЛОРИСТ,
                                                        ГРОМАДСЬКИЙ ДІЯЧ
                                                        МИХАЙЛО ПЕТРОВИЧ ДРАГОМАНОВ
                                                            1841-1895
```